# Ji Yatai
Ji Yatai (chiń. 吉雅泰; ur. 1901, zm. 1968) – chiński dyplomata. Z pochodzenia Mongoł. Uczestniczył w ruchu 4 maja 1919 roku, a w 1925 wstąpił do Komunistycznej Partii Chin. W latach 1938–46 działał w Mongolii Zewnętrznej jako działacz chińskiej diaspory. Był pierwszym ambasadorem Chińskiej Republiki Ludowej w Mongolii. Pełnił tę funkcję w okresie od lipca 1950 do lipca 1953 roku.